# Walid Khan
Walid Khan (* 13. Dezember 1999 in Assen) ist ein niederländischer Motorradrennfahrer.
Khan fuhr 2018 in der Supersport-300-Weltmeisterschaft für Nutec – Benjan – Kawasaki. Sein Saisonhöhepunkt war ein zweiter Platz auf dem Autodrom Most. Am Saisonende wurde er Zwölfter, mit mehr als viermal so vielen Punkten wie sein Teamkollege Tom Edwards.
Dennoch war es ihm aus finanziellen Gründen nicht vergönnt, sein WM-Engagement 2019 fortzusetzen. Stattdessen wich er in die Internationale Deutsche Motorradmeisterschaft aus, wo er auf Anhieb mit drei Siegen Gesamtdritter wurde.
Seit 2021 fährt Khan für das Racing Team Freudenberg.

## Statistik in der Supersport-300-Weltmeisterschaft
(Stand: 30. Juli 2023)
| Saison | Team                          | Motorrad           | Rennen | Siege | Zweiter | Dritter | Poles | Schn. Runden | Punkte | Ergebnis |
| ------ | ----------------------------- | ------------------ | ------ | ----- | ------- | ------- | ----- | ------------ | ------ | -------- |
| 2018   | Nutec – Benjan – Kawasaki     | Kawasaki Ninja 400 | 8      | –     | 1       | –       | –     | –            | 47     | 12.      |
| 2023   | Freudenberg KTM WorldSSP Team | KTM RC 390 R       | 2      | –     | –       | –       | –     | –            | 6      | 27.      |
| Gesamt | Gesamt                        | Gesamt             | 10     | 0     | 1       | 0       | 0     | 0            | 53     |          |